# Cristiana Cascioli
Cristiana Cascioli (Narni, 10 de agosto de 1975) es una deportista italiana que compitió en esgrima, especialista en la modalidad de espada.
Ganó dos medallas en el Campeonato Mundial de Esgrima, oro en 2009 y bronce en 2003, y tres medallas en el Campeonato Europeo de Esgrima entre los años 1999 y 2008.

## Palmarés internacional
| Campeonato Mundial | Campeonato Mundial | Campeonato Mundial | Campeonato Mundial |
| Año                | Lugar              | Medalla            | Prueba             |
| ------------------ | ------------------ | ------------------ | ------------------ |
| 2003               | La Habana (Cuba)   | Medalla de bronce  | Espada individual  |
| 2009               | Antalya (Turquía)  | Medalla de oro     | Espada por equipos |
| Campeonato Europeo |                    |                    |                    |
| Año                | Lugar              | Medalla            | Prueba             |
| 1999               | Bolzano (Italia)   | Medalla de oro     | Espada por equipos |
| 2007               | Gante (Bélgica)    | Medalla de oro     | Espada por equipos |
| 2008               | Kiev (Ucrania)     | Medalla de bronce  | Espada por equipos |